# 国際電気通信連合無線通信部門
国際電気通信連合無線通信部門（こくさいでんきつうりんれんごうむせんつうしんぶもん、ITU-R: 英語: International Telecommunication Union Radiocommunication Sector）は、国際電気通信連合 (ITU) の3つの部門のうちの一つであり、無線通信に関する事項を担当する。
ITU-Rは、国際的な無線周波数資源および衛星軌道資源を管理し、国をまたがる電波の平等で経済的な割当てや、異なる方式の無線電波による相互干渉を防ぐための基準の制定などを行う。

## 概要
ITUは、ITU憲章に基づき、「異なる国の無線局間の有害な干渉を避けるために」周波数を割り当て、周波数・衛星の軌道位置等のパラメータを登録することが要求される。そのため、国際的な周波数管理システムは、周波数調整、通知、登録のための規制手続きに基づいている。
ITU-Rは、恒久的な事務局である無線通信局 (Radiocommunication Bureau) をスイス・ジュネーブのITU本部内に設置している。傘下に数々のStudy Groupを持ち、Recommendation（勧告）を策定する。
数年に一度世界無線通信会議 (WRC) を開催し、無線通信規則 (RR：Radiocommunication Rule) を改定する。RRには法的な拘束力があり、地域により周波数割り当て、帯域幅、スプリアスレベルなどが異なるが、ほぼそのまま各国の法（日本なら電波法）に反映される。
日本国内標準は電波産業会が取りまとめる。

## 歴史
1927年、国際無線通信諮問委員会 (CCIR; フランス語: Comité consultatif international pour la radio) が設立された。1932年にCCIRや万国電信連合などが合併して、1934年に国際電気通信連合 (ITU) という名称となり、CCIRはその傘下の機関となった。1992年にITU-Rに改称し、国際周波数登録委員会 (IFRB) の業務を引き継ぐ無線通信規則委員会 (RRB) を傘下に設置した。